# Centro storico di San Pietroburgo e complessi monumentali adiacenti
Centro storico di San Pietroburgo e complessi monumentali adiacenti è un sito in Russia riconosciuto patrimonio dell'umanità dall'UNESCO.

## Descrizione
| Codice UNESCO | Codice UNESCO | Codice UNESCO | Immagine | Nome                                                                                           | Superficie |
| ------------- | ------------- | ------------- | -------- | ---------------------------------------------------------------------------------------------- | ---------- |
| 540-001       | 540-001       | 540-001       |          | Centro storico di San Pietroburgo                                                              | 3,934 ha   |
| 540-002       | 540-002       | 540-002       |          | Parte storica della città di Kronštadt                                                         | 83.7 ha    |
| 540-003       | 540-003       | 540-003       |          | Installazioni difensive della fortezza di Kronštadt:                                           |            |
|               | 540-003a      | 540-003a      |          | Forti sull'isola di Kotlin                                                                     | 55.4 ha    |
|               | 540-003b      | 540-003b      |          | Forti nel golfo di Finlandia                                                                   | 195.5 ha   |
|               | 540-00Зс      | 540-00Зс      |          | Forti sulla costa del golfo di Finlandia                                                       | 456.6 ha   |
|               | 540-003d      | 540-003d      |          | Edifici civili                                                                                 |            |
| 540-004       | 540-004       | 540-004       |          | Šlissel'burg. Canali "Vecchio Ladoga" e "Nuovo Ladoga"                                         | 85.7 ha    |
| 540-005       | 540-005       | 540-005       |          | Complesso della Fortezza di Orešek                                                             | 7.3 ha     |
| 540-006       | 540-006       | 540-006       |          | I complessi di palazzi e parchi della città di Puškin (Carskoe Selo):                          | 1,232.5 ha |
|               | 540-006a      | 540-006a      |          | Centro storico della città di Puškin, incluso il Palazzo di Caterina                           | 472.9 ha   |
|               | 540-006b      | 540-006b      |          | Palazzo di Alessandro e parco annesso                                                          | 275.9 ha   |
|               | 540-006c      | 540-006c      |          | Parco Babolovsky                                                                               | 296.7 ha   |
|               | 540-006d      | 540-006d      |          | Otdelny                                                                                        | 189 ha     |
| 540-007       | 540-007       | 540-007       |          | Complessi di palazzi e parchi della città di Pavlovsk:                                         | 886.5 ha   |
|               | 540-007a      | 540-007a      |          | Centro storico della città di Pavlovsk, inclusa la Reggia                                      | 695 ha     |
|               | 540-007b      | 540-007b      |          | Parco «Alexandrova Datchs»                                                                     | 44.5 ha    |
|               | 540-007c      | 540-007c      |          | Villa della contessa Samoilova                                                                 | 23 ha      |
|               | 540-007d      | 540-007d      |          | Ménagerie                                                                                      | 80.1 ha    |
|               | 540-007e      | 540-007e      |          | Parco «Mariental»                                                                              | 43.9 ha    |
| 540-008       | 540-008       | 540-008       |          | Osservatorio di Pulkovo                                                                        | 155.4 ha   |
| 540-009       | 540-009       | 540-009       |          | Complesso di palazzo e parco del villaggio di Ropša                                            | 102.3 ha   |
| 540-010       | 540-010       | 540-010       |          | Complesso di palazzo e parco del villaggio di Gostilitsy                                       | 141.5 ha   |
| 540-011       | 540-011       | 540-011       |          | Complesso di palazzo e parco del villaggio di Tajcy                                            | 154.9 ha   |
| 540-012       | 540-012       | 540-012       |          | Complessi di palazzi e parchi della città di Gatčina:                                          | 884 ha     |
|               | 540-012a      | 540-012a      |          | Centro storico della città di Gatčina inclusa la Reggia                                        | 313.5 ha   |
|               | 540-012b      | 540-012b      |          | Parco «Ménagerie»                                                                              | 403.7 ha   |
|               | 540-012c      | 540-012c      |          | Parco Prioratsky                                                                               | 166.8 ha   |
| 540-013       | 540-013       | 540-013       |          | Monastero costiero di San Sergio                                                               | 26.8 ha    |
| 540-014       | 540-014       | 540-014       |          | Complessi di palazzi e parchi del villaggio di Strel'na:                                       | 241.9 ha   |
|               | 540-014a      | 540-014a      |          | Centro storico del villaggio di Strel'na, incluso Palazzo Strelninsky                          | 221.6 ha   |
|               | 540-014b      | 540-014b      |          | Dacia di A.F.Orlov                                                                             | 10.4 ha    |
|               | 540-014c      | 540-014c      |          | Dacia di P.K.Alexandrov                                                                        | 9.9 ha     |
| 540-015       | 540-015       | 540-015       |          | Palazzo e parco della dacia Mikhailovskaya Datcha («Mikhailovka»)                              | 116.5 ha   |
| 540-016       | 540-016       | 540-016       |          | Palazzo e parco della dacia Znamenskaya («Znamenka»)                                           | 108.4 ha   |
| 540-017       | 540-017       | 540-017       |          | Complessi di palazzi e parchi della città di Peterhof:                                         | 1,696.8 ha |
|               | 540-017a      | 540-017a      |          | Centro storico della città di Peterhof, inclusa la Reggia                                      | 640.1 ha   |
|               | 540-017b      | 540-017b      |          | Parco del colono                                                                               | 29.1 ha    |
|               | 540-017c      | 540-017c      |          | Parco Lugovoy (Ozerkovy)                                                                       | 400.4 ha   |
|               | 540-017d      | 540-017d      |          | Parco inglese                                                                                  | 197.9 ha   |
|               | 540-017e      | 540-017e      |          | Parco «Alexandria»                                                                             | 120.7 ha   |
|               | 540-017f      | 540-017f      |          | Parco Alexandriysky                                                                            | 138.8 ha   |
|               | 540-017g      | 540-017g      |          | Parco e fattoria del principe di Oldenburgo                                                    | 27 ha      |
|               | 540-017h      | 540-017h      |          | Sistema di approvvigionamento idrico di Peterhof                                               | 142.8 ha   |
| 540-018       | 540-018       | 540-018       |          | Complesso di palazzo e parco «Sobstvennaya Datcha»                                             | 66 ha      |
| 540-019       | 540-019       | 540-019       |          | Complesso di palazzo e parco «Sergievka»                                                       | 105.7 ha   |
| 540-020       | 540-020       | 540-020       |          | Complessi di palazzi e parchi della città di Lomonosov                                         | 862.9 ha   |
|               | 540-020a      | 540-020a      |          | Centro storico della città di Lomonosov (Oranienbaum), incluso il complesso di palazzo e parco | 757 ha     |
|               | 540-020b      | 540-020b      |          | Tenuta dei Mordvinov                                                                           | 51.2 ha    |
|               | 540-020c      | 540-020c      |          | Dacia dei Maximov                                                                              | 10.5 ha    |
|               | 540-020d      | 540-020d      |          | Tenuta dei Zubov «Otrada»                                                                      | 12.1 ha    |
|               | 540-020e      | 540-020e      |          | Tenuta dei Ratkov-Rozhnov «Dubki»                                                              | 13.1 ha    |
|               | 540-020f      | 540-020f      |          | Tenuta di S.K.Grieg «Sans Ennui»                                                               | 13 ha      |
|               | 540-020g      | 540-020g      |          | Dacia dell'ospedale                                                                            | 6 ha       |
| 540-021       | 540-021       | 540-021       |          | Istituto scientifico Ivan Pavlov                                                               | 29.2 ha    |
| 540-022       | 540-022       | 540-022       |          | Complesso della dacia dei Zinoviev (tenuta «Bogoslovka»)                                       | 83.1 ha    |
| 540-023       | 540-023       | 540-023       |          | Tenuta dei Shuvalov «Pargolovo»                                                                | 149.9 ha   |
| 540-024       | 540-024       | 540-024       |          | «Osinovaya Roshcha»                                                                            | 241.3 ha   |
| 540-025       | 540-025       | 540-025       |          | Costa settentrionale:                                                                          | 1,115.6 ha |
|               | 540-025a      | 540-025a      |          | Tenuta degli Steinbok-Fermor                                                                   | 19.2 ha    |
|               | 540-025b      | 540-025b      |          | Villaggio di Olgino                                                                            | 349.6 ha   |
|               | 540-025c      | 540-025c      |          | Parco «Dubki citeriore»                                                                        | 11.4 ha    |
|               | 540-025d      | 540-025d      |          | Parco «Dubki»                                                                                  | 67.9 ha    |
|               | 540-025e      | 540-025e      |          | Sestroretsky Razliv                                                                            | 456.7 ha   |
|               | 540-025f      | 540-025f      |          | Terioki (Zelenogorsk)                                                                          | 210.8 ha   |
| 540-026       | 540-026       | 540-026       |          | Tenuta di Ilya Repin «I penati»                                                                | 3.8 ha     |
| 540-027       | 540-027       | 540-027       |          | Cimitero del villaggio di Komarovo                                                             | 1.1 ha     |
| 540-028       | 540-028       | 540-028       |          | Lindulovskaya Roshcha                                                                          | 355.4 ha   |
| 540-029       | 540-029       | 540-029       |          | Fiume Neva con rive ed argini                                                                  | 5,450.7 ha |
| 540-030       | 540-030       | 540-030       |          | Altopiano di Izora                                                                             | 2,473.7 ha |
| 540-031       | 540-031       | 540-031       |          | Alture di Dudergofskie:                                                                        | 853.8 ha   |
|               | 540-031a      | 540-031a      |          | Altura Dudergofskaya                                                                           | 280.1 ha   |
|               | 540-031b      | 540-031b      |          | Krasnoe Selo                                                                                   | 522.5 ha   |
|               | 540-031c      | 540-031c      |          | Dudergof (Mohzaisky)                                                                           | 123.7 ha   |
| 540-032       | 540-032       | 540-032       |          | Altura Koltushskaya                                                                            | 113.9 ha   |
| 540-033       | 540-033       | 540-033       |          | Altura Yukkovskaya                                                                             | 507.8 ha   |
| 540-034       | 540-034       | 540-034       |          | Strade:                                                                                        |            |
|               | 540-034a      | 540-034a      |          | Autostrada Moskovskaya                                                                         | 135.2 ha   |
|               | 540-034b      | 540-034b      |          | Autostrada Kievskoe                                                                            |            |
|               | 540-034c      | 540-034c      |          | Ferrovia San Pietroburgo - Carskoe Selo                                                        |            |
|               | 540-034d      | 540-034d      |          | Autostrada Puškin - Gatčina                                                                    |            |
|               | 540-034e      | 540-034e      |          | Autostrada Volkhonskoe                                                                         |            |
|               | 540-034f      | 540-034f      |          | Autostrada Tallinskoe                                                                          | 9.8 ha     |
|               | 540-034g      | 540-034g      |          | Autostrada Peterhofskaya                                                                       | 427.7 ha   |
|               | 540-034h      | 540-034h      |          | Autostrada Ropshinskoe                                                                         |            |
|               | 540-034i      | 540-034i      |          | Autostrada Gostilitskoe                                                                        |            |
|               | 540-034j      | 540-034j      |          | Autostrada Primorskoe                                                                          |            |
|               | 540-034k      | 540-034k      |          | Autostrada Vyborgskaya                                                                         | 250.9 ha   |
|               | 540-034l      | 540-034l      |          | Autostrada Koltushskoe                                                                         |            |
|               | 540-034m      | 540-034m      |          | Prospettiva Ligovsky                                                                           |            |
|               | 540-034n      | 540-034n      |          | Autostrada Kronstadtskoe                                                                       | 76.5 ha    |
| 540-035       | 540-035       | 540-035       |          | Canali:                                                                                        |            |
|               | 540-035a      | 540-035a      |          | Canale marittimo                                                                               |            |
|               | 540-035b      | 540-035b      |          | Canale Petrovsky                                                                               |            |
|               | 540-035c      | 540-035c      |          | Canale Kronstadtsky                                                                            |            |
|               | 540-035d      | 540-035d      |          | Canale Zelenogorsky                                                                            | 35.1 ha    |
| 540-036       | 540-036       | 540-036       |          | Memoriale della difesa della città («Cintura verde della gloria di Leningrado»)                |            |
|               | 540-036a      | 540-036a      |          | Anello del blocco                                                                              |            |
|               | 540-036b      | 540-036b      |          | Strada della Vita                                                                              |            |
|               | 540-036c      | 540-036c      |          | Testa di ponte di Oranienbaum                                                                  |            |